# 1156 هـ
1156 هـ هي سنة في التقويم الهجري امتدت مقابلةً في التقويم الميلادي بين سنتي 1743 و1744.

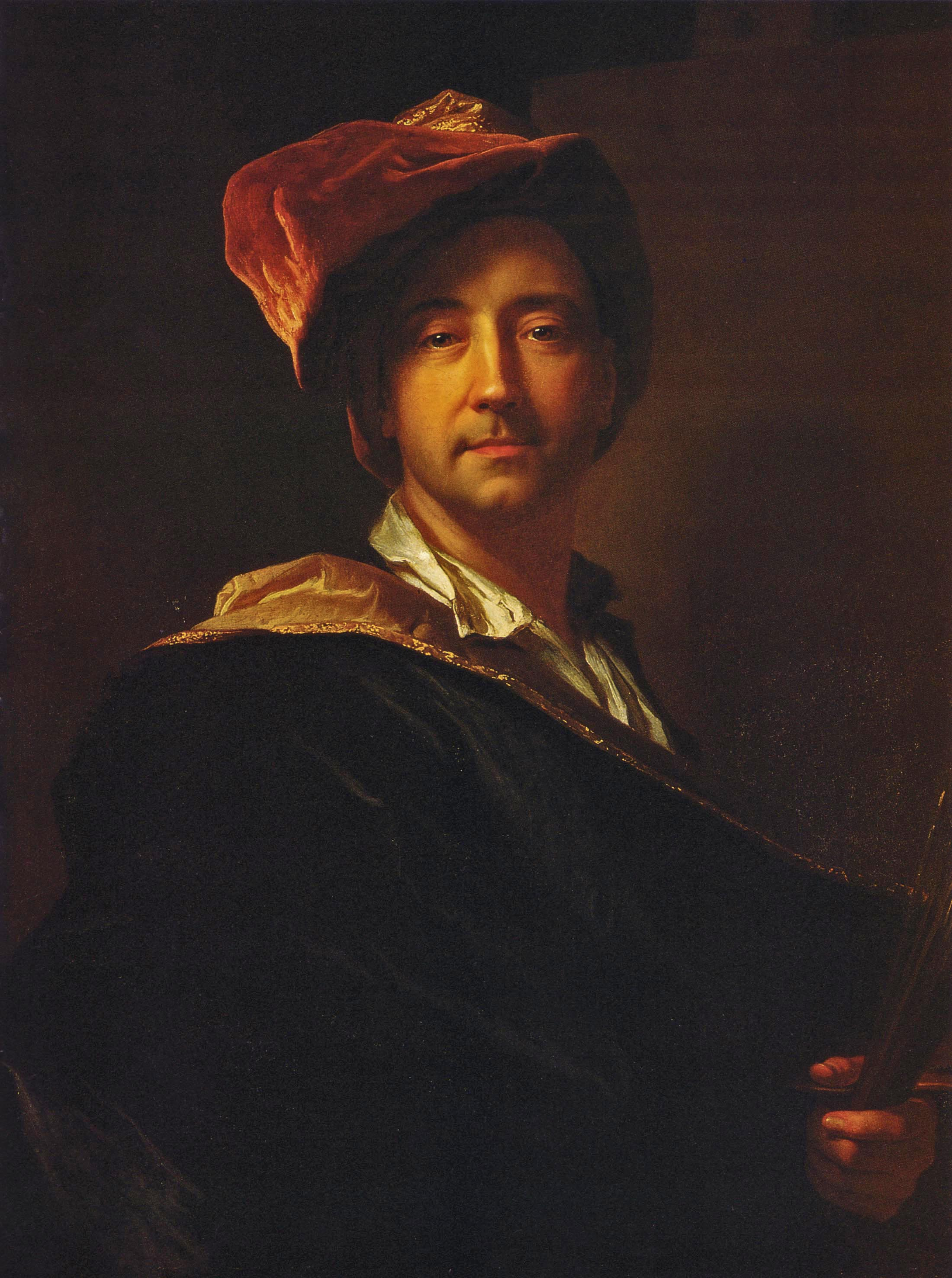
هياسنته ريجو

## مواليد
- جعفر كاشف الغطاء.
- العربي المساري

## وفيات
- هياسنته ريجو
- السجلماسي اللمطي.